# Robert Teitel
Robert Teitel (Chicago, 24 de janeiro de 1968) é um produtor cinematográfico norte-americano.